# 我・愛・ふしぎワールド!! ふしぎ遊戯 バラエティ・アルバム
『我・愛・ふしぎワールド!! ふしぎ遊戯 バラエティ・アルバム』（うぉー・あい・ふしぎワールド ふしぎゆうぎ バライティ・アルバム）は、テレビアニメ『ふしぎ遊戯』のサウンドトラックである。1996年3月28日にアポロンよりリリースされた。

## 解説
テレビアニメ『ふしぎ遊戯』のサウンドトラック及びキャラクターソングが収録されている他、アルバム用に新録音されたキャラクーたちのヴォーカルで構成されている。

## 曲目
1. 朱雀召喚儀式の日*ドラマ
2. ナレーション・パート
3. いとおしい人のために
  - オリジナル・カラオケ(バック・コーラス入り)
  - テレビアニメ『ふしぎ遊戯』オープニングテーマ
  - 作詞：青木久美子、作曲：清岡千穂、編曲：矢野立美
4. Happening
  - BGM　Anthology
5. Winner
  - インストゥルメンタル
  - 作詞：松本花奈　作曲：菊地圭長　編曲：土屋真奈部
6. Friendship
  - BGM　Anthology
7. わかっていたはず
  - インストゥルメンタル
  - 作詞：佐藤朱美、作曲：清岡千穂、編曲：土屋真奈部
8. Comical Heroine
  - BGM　Anthology
9. 朱雀召喚*ドラマ
  - ナレーション・パート
10. Bridges
  - BGM　Anthology
11. 青龍封印*ドラマ
  - ナレーション・パート
12. Battle
  - BGM　Anthology
13. 君が微笑むなら
  - キャラクターズ・ヴォーカル・コレクション、歌：檜山修之&岩永哲哉
14. Love
  - BGM　Anthology
15. Seed
  - キャラクターズ・ヴォーカル・コレクション、歌：山野井仁
16. for Epilogue…
  - インストゥルメンタル
  - テレビアニメ『ふしぎ遊戯』エンディングテーマ
17. 我愛 *ドラマ
  - ナレーション・パート